# 사운드바

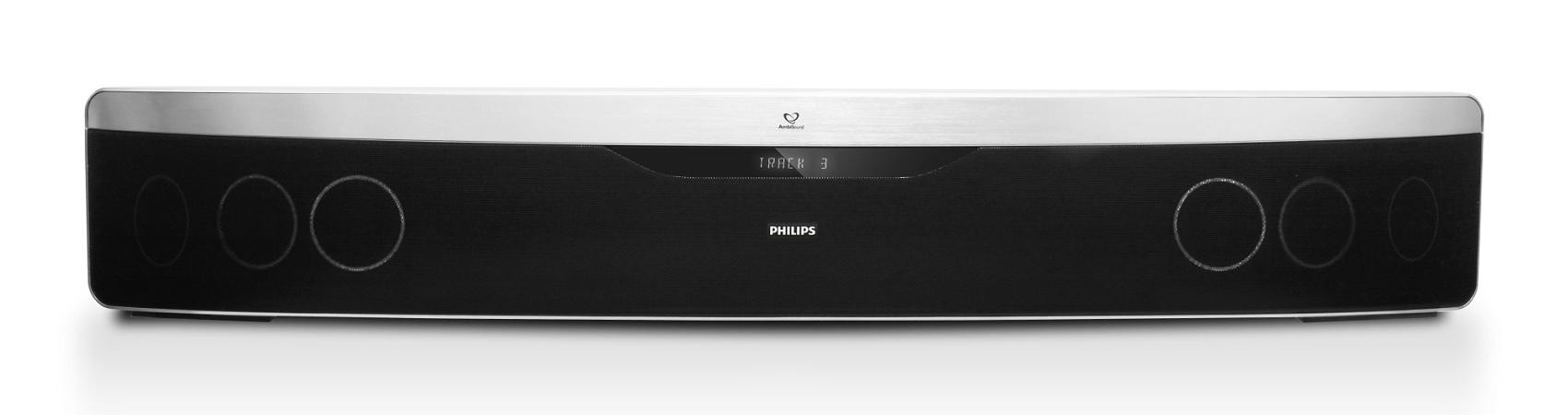
사운드바

사운드바(soundbar), 사운드 바(sound bar), 미디어 바(media bar)는 스피커의 일종으로, 폭넓은 스피커 케이스로부터 오디오를 출력한다. 컴퓨터 모니터 위, 홈 시어터나 텔레비전 화면 하단 등 디스플레이 장치 위아래로 마운트가 가능하다. 사운드바에서 여러 스피커를 하나의 캐비넷에 위치시킬 수 있으며 이를 통해 서라운드 사운드 및 스테레오 효과를 내는 도움을 줄 수 있다. 별도의 서브우퍼가 일반적으로 함께 동봉되거나 보충을 위해 사운드바를 사용할 수 있다.

## 역사
초기의 패시브(passive) 버전은 단순히 왼쪽 스피커, 중앙 스피커, 오른쪽 스피커를 하나의 케이스로 합쳐놓은 것으로 이를 "LCR 사운드바"로 부르기도 했다.
알텍 랜싱은 1998년 Voice Of The Digital Theatre 또는 ADA106이라는 이름의 다채널 사운드바를 선보였다.